# Crytea proletes
Crytea proletes là một loài tò vò trong họ Ichneumonidae.